# Theatro Municipal (São Paulo)
Le Theatro Municipal (Théâtre municipal) de São Paulo, au Brésil, est l'édifice qui abrite maintenant l'Orchestre municipal de São Paulo, le Coral Lírico (Chœur lyrique) et le Ballet de São Paulo. Il est considéré comme l'un des monuments importants de la ville en raison de sa valeur architecturale et de son rôle historique, étant l'endroit où se déroula en 1922 la Semaine d'art moderne, qui révolutionna les arts au Brésil.

## Histoire

### Conception, construction et inauguration

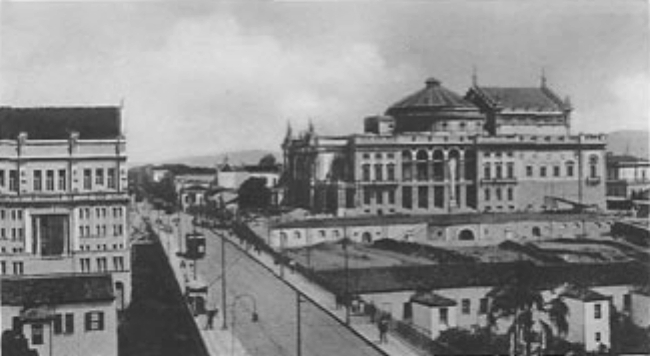
Carte postale du début du XXe siècle montrant le Théâtre municipal.

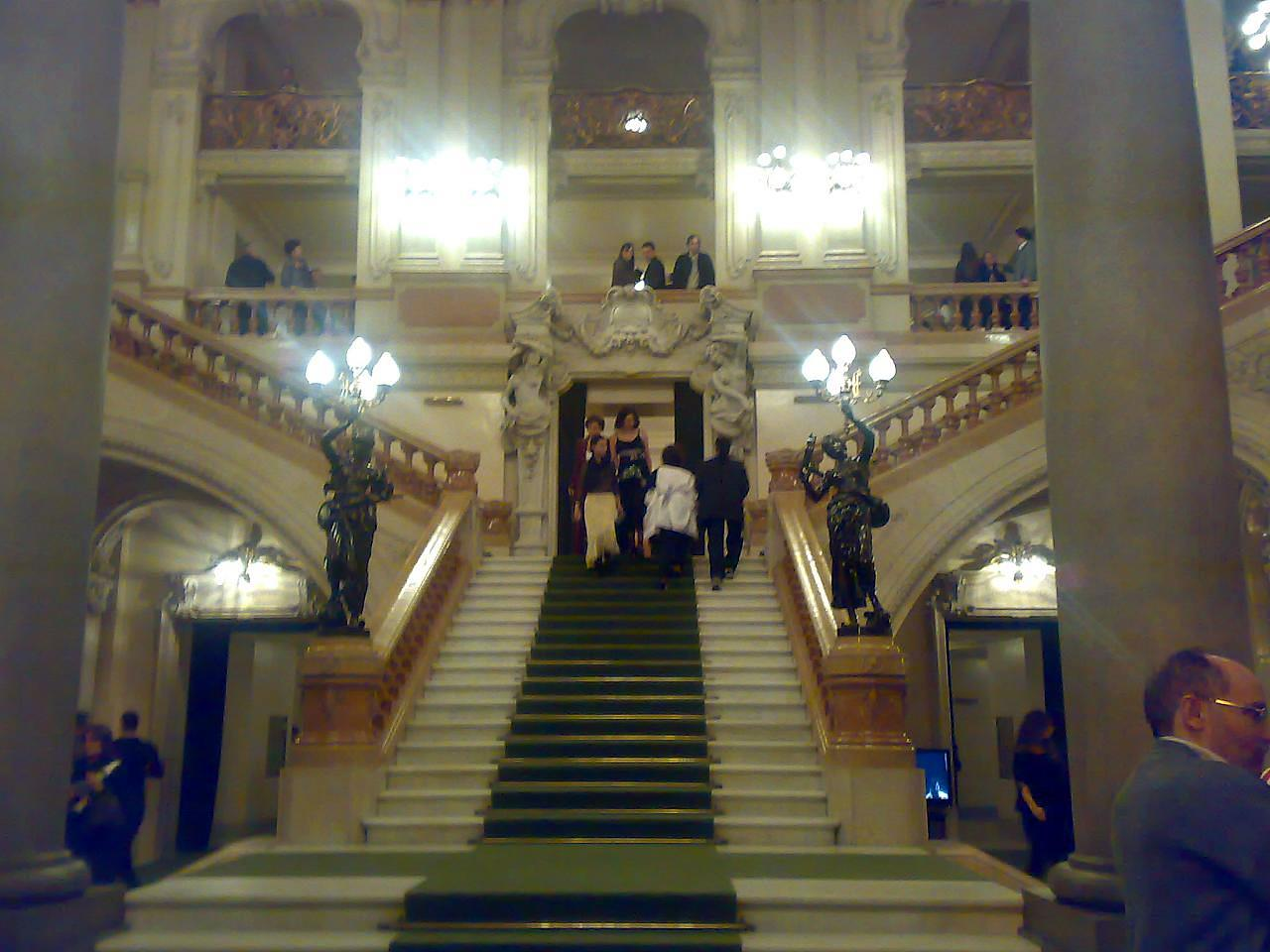
Vue du grand escalier intérieur du Théâtre municipal.

L'idée de construire un théâtre représentatif pour la ville de São Paulo vint de l'importance croissante que cette ville avait dans le monde. Elle était habitée depuis le début du XXe siècle par la bourgeoisie brésilienne, dont une grande partie œuvrait dans la caféiculture. La ville comprenait aussi une grande population italienne. Elle ne pouvait alors compter que sur le théâtre São Bento, qui ne convenait plus, après un incendie, aux grandes productions étrangères. C'est pourquoi l'aristocratie pauliste exigea la construction d'un théâtre semblable à certains des meilleurs du monde et propre à la présentation de grandes productions d'opéra.
Le lieu choisi pour la construction du théâtre fut le Morro do Cha (colline du Thé), qui avait été l'emplacement du Nouveau théâtre São José. Ramos de Azevedo est l'architecte qui fut chargé de la construction. Il fut aidé de deux architectes italiens, Cláudio Rossi (pt) et Domiziano Rossi (pt). De style éclectique, le théâtre, inspiré du palais Garnier comme le Théâtre municipal de Rio de Janeiro, construit à la même époque, fut couronné, tout comme le théâtre parisien, de groupes de sculptures représentant le Théâtre et la Musique. La construction débuta en 1903, et São Paulo se dota ainsi d'un lieu propice pour la présentation de productions théâtrales, surtout des opéras. Comme c'était courant à l'époque, la majeure partie des matériaux furent importés d'Europe. La construction dura quelque huit ans. Les travaux furent terminés en juin 1911, et l'inauguration devait avoir lieu le mois suivant, mais comme les familles des barons du café n'auraient pu y assister, elle fut reportée au 11 septembre, puis au lendemain parce que le décor de l'opéra prévu n'était pas arrivé à temps. La première production qui y fut mise en scène fut l'opéra Hamlet d'Ambroise Thomas. La première idée avait été de présenter l'opéra Il Guarany, mais la compagnie, dirigée par l'italien Titta Ruffo, baryton célèbre de l'époque, ne comptait pas mettre des œuvres brésiliennes à son répertoire. À la première, le résultat dépassa les attentes du public et de la classe dominante de la ville.

### Les premières années
De 1912 à 1926, le théâtre présenta 88 opéras de 41 compositeurs (italiens, français, brésiliens et allemands) en 270 représentations. Cependant, l'événement peut-être le plus important de son histoire n'est pas un opéra, mais une manifestation qui allait rendre furieux de nombreux Paulistes de l'époque : la Semaine d'art moderne de 1922.

### La Semaine d'art moderne
Du 13 au 17 février 1922, le Théâtre municipal abrita une manifestation moderniste que l'on appela Semana de Arte Moderna (Semaine d'art moderne). Durant cette semaine, il y eut une exposition du modernisme brésilien, mouvement qui cherchait à rompre avec les canons stricts de la peinture réaliste, du théâtre, de la poésie et de la musique d'influence européenne. Les 13, 15 et 17, il y eut des soirées de musique, de poésie et de conférences sur la modernité au Brésil et dans le reste du monde. Le modernisme défiait toutes les valeurs esthétiques et artistiques qui dominaient alors la peinture, la littérature et les autres arts. La Semaine présenta des artistes qui allaient faire partie des personnalités les plus célèbres du modernisme brésilien : les écrivains Mário de Andrade et Oswald de Andrade et les peintres Tarsila do Amaral, Anita Malfatti et Menotti Del Picchia, qui formèrent le célèbre Groupe des cinq (en). Le sculpteur Victor Brecheret, le compositeur Heitor Villa-Lobos et le peintre Di Cavalcanti furent d'autres célébrités qui participèrent à la Semaine.

### Milieu duXXesiècle
Au fil des ans, ce théâtre, qui avait servi presque exclusivement à la présentation d'opéras, accueillit aussi d'autres manifestations artistiques, comme les prestations de danseurs tels qu'Anna Pavlova et Isadora Duncan. Dans les années 1960, pendant le mandat du maire José Vicente Faria Lima (en), le bâtiment subit une première remise en état parce que ses murs avaient été repeints et que l'ouvrage original avait perdu ses caractéristiques.

### Depuis la fin duXXesiècle
Dans les années 1980, le maire Jânio Quadros lança une nouvelle remise en état du théâtre. Le but principal des travaux était de restaurer les œuvres originales de Ramos de Azevedo. La façade a été restaurée avec du grès provenant de la même mine qui avait fourni ce matériau au début du siècle. La restauration fut achevée en 1991, pendant le mandat de la mairesse Luiza Erundina. Maintenant plus que centenaire, le Théâtre municipal de São Paulo est l'un des lieux culturels sud-américains qui n'a cessé d'accueillir des pièces de théâtre et des opéras de compositeurs nationaux et étrangers.
À l'approche de son centenaire, de nouveaux travaux de restauration ont commencé dans le bâtiment en 2008. Il s'agissait de la troisième rénovation la plus complexe du bâtiment, où tout le son, l'acoustique, la mécanique scénique et le traitement acoustique de la fosse d'orchestre ont été refaits. La scène, de vieilles peintures et plus de 14 000 vitraux ont également été restaurés. Les travaux ont été achevés en novembre 2011,,.

## Célébrités qui se sont produites dans le théâtre
Parmi les artistes renommés et les célébrités qui se sont produits dans ce théâtre, on compte Carla Fracci, Rudolf Noureev, Titta Ruffo, Enrico Caruso, Maria Callas, Bidu Sayão, Tito Schipa, Arturo Toscanini, Procópio Ferreira (pt), Cacilda Becker (en), Vivien Leigh, Raymond Gérôme, Mário de Andrade, Oswald de Andrade, Tarsila do Amaral, Anita Malfatti, Menotti Del Picchia, Victor Brecheret, Heitor Villa-Lobos, Di Cavalcanti, Lasar Segall, Marcia Haydée, Mikhail Baryshnikov et Paulo Szot.